# Фрунза
Фрунза (молд. Frunză, Фрунзэ) је град у Окничком рејону, у Молдавији.